# Izmény
Izmény is een plaats (község) en gemeente in het Hongaarse comitaat Tolna. Izmény telt 555 inwoners (2001).